# كارمن برنغير
كارمن بيرينغر (بالإسبانية: Carmen Berenguer)‏؛ ولدت في سانتياغو، تشيلي، 1946؛ هي شاعرة تشيلية، وفنانة سمعية وبصرية ومراسلة. وقد تم جمع شعرها في عدة مختارات، وكانت محررة في العديد من المطبوعات.

## السيرة الداتية
قرأت واكتشفت الشعر وبدأت الكتابة في شبابها. وقبل نشر قصيدتها الأولى كانت تقيم مع زوجها في الولايات المتحدة؛ تنتمي إلى مجموعة من الشعراء التي اقتحمت الأدب في عام 1980، في ظل ديكتاتورية أوغستو بينوشيه. كانت رئيسة تحرير مجلات هوجا X أوجو (1984) والمرجن (Al Margen) (1986)؛ وبالإضافة إلى ذلك، نظمت في عام 1987، بالاشتراك مع كتاب آخرين، المؤتمر الأول لأدب المرأة.
في عام 1989 شاركت في ستوكهولم، السويد، في المهرجان الدولي للشعر.
وفي التسعينات، أصدرت قصيدتين، هما «سيال دي بييل (Sayal de pieles)» و «ناسيست بينتادا (Naciste pintada)».
في القرن الحادي والعشرين استمرت في نشر وحصلت على اعتراف رسمي بها مع جائزة الشعر الأيبيرية الأمريكية بابلو نيرودا - وهي المرأة الثانية والتشيلية فقط التي فاز بهذه الجائزة.
وقد جمع شعرها في عدة مختارات وترجم إلى عدة لغات. عملها الإبداعي لا يقتصر على الغنائي: بل الفن السمعي البصري أيضا.
عانت بيرنغر من السرطان الذي أبعدها عن الأنشطة العامة؛ وفي عام 2012 تم انتخابها رئيسا لجمعية كتاب تشيلي.

## تعاون
- مؤتمر الأدب النسائي، تشيلي، 1987.
- مهرجان الشعر الدولي، الذي نظمه سيرجيو باديلا كاستيلو وسون أكسلسون، ستوكهولم، 1989.
- وثائقي الجريمة والخيانة، المؤتمر الوطني لتشيلي، 2003.[7]

## الجوائز
- جائزة بابلو نيرودا، 2008 .